# New Wave (minialbum Cravity)
New Wave – czwarty minialbum południowokoreańskiej grupy Cravity, wydany 27 września 2022 roku przez wytwórnię Starship Entertainment. Płytę promował singel „Party Rock”.

## Lista utworów
| CD | CD              | CD                                    | CD                                           | CD      |
| Nr | Tytuł utworu    | Tekst                                 | Muzyka                                       | Długość |
| -- | --------------- | ------------------------------------- | -------------------------------------------- | ------- |
| 1. | „Boogie Woogie” | Jonas Jurstrom, Victor Thell, CRAVITY | Jonas Jurstrom, Victor Thell, CRAVITY        | 3:10    |
| 2. | „Party Rock”    | Yubin Hwang, Brother Su, Serim, Allen | OLLIPOP, Gabriel Brandes, Realmeee           | 3:04    |
| 3. | „New Addiction” | Anna Kim (PNP), Serim, Allen          | Harold Philippon, Kyler Niko, Andy Love      | 2:50    |
| 4. | „Automatic”     | Brother Su, Serim, Allen              | Brother Su, Ludwig Lindell, Johan Gustafsson | 3:18    |
| 5. | „Colorful”      | Woobin, Serim, Allen                  | Woobin, Saimon                               | 3:41    |
| 6. | „Knock Knock”   | The Name, Junji                       | 129, Junji, Hangil                           | 3:15    |

## Notowania
| Lista                        | Pozycja | Źr.   |
| ---------------------------- | ------- | ----- |
| South Korean Albums (Circle) | 1       | [ 2 ] |
| Japanese Albums (Oricon)     | 11      | [ 3 ] |

## Sprzedaż
| Kraj             | Sprzedaż |
| ---------------- | -------- |
| Korea Południowa | 221 418+ |
| Japonia          | 3804+    |